# Internationales Festival der Unterhaltungsmusik
Das Internationale Festival der Unterhaltungsmusik war ein Musikfestival in Winterthur, das sich der sogenannten Gehobenen Unterhaltungsmusik widmete. Es fand von 1991 bis 2017 jährlich im Oktober statt, zumeist im Theater Winterthur, und dauerte ungefähr fünf Tage.
Die Gehobene Unterhaltungsmusik ist ein Genre hauptsächlich der Instrumentalmusik, das sich seit etwa 1900 aus der Salonmusik, der Blasmusik, der Zirkusmusik oder der Radiomusik entwickelt hat, aber auch Verbindungen zu Theatergenres wie der Operette oder dem Musical und zur Tanzmusik besitzt. Das Winterthurer Festival war das einzige dieser Art und wurde von dem Dirigenten Reto Parolari gegründet, der es auch geleitet hat. 
Das Festival war ausschliesslich den professionellen Formationen gewidmet. Neben Parolaris eigenem Orchester traten Gastorchester und -chöre auf, sowie kleinere Besetzungen wie Salonorchester, Kammermusikensembles oder auch Ländlerkapellen. Regelmässig werden neben dem Repertoire der Gehobenen Unterhaltungsmusik auch Uraufführungen dargeboten, so etwa von Charles Kálmán. Gastorchester waren unter anderem die hr-Bigband, das Westsächsische Symphonieorchester, die Neue Elbland Philharmonie, das Südwestdeutsche Philharmonie Konstanz und das Radio-Symphonieorchester Pilsen.
Als Solisten traten Musiker aus unterschiedlichsten Sparten zwischen Klassik und Unterhaltungsmusik in Erscheinung, bisher zum Beispiel Peter-Lukas Graf, Ralph Heid, Paul Kuhn, Boris Mersson, Hazy Osterwald, Egon Parolari, Alfredo Smaldini, Hugo Strasser.